# Amanda (Bob McDill)
Amanda is een countrylied dat werd geschreven door Bob McDill. De belangrijkste vertolkers zijn Don Williams en Waylon Jennings. Verder verschenen er covers van onder meer Cal Smith (1974), Haz Eliot met Feeling (1975), Jim Rooney (1980), Dan Lund (1994) en Roland (1998).

## Don Williams
Don Williams bracht Amanda in 1973 uit op de A-kant van een single, met The shelter of your eyes op de B-kant. Dat tweede lied bracht hij een jaar eerder ook al uit op de A-kant van een single. Amanda verscheen in 1973 verder nog op zijn eerste elpee Volume one.

### Hitnoteringen
De single van Don Williams kende hitnoteringen in de Verenigde Staten en Australië.
| Hitlijst (1973)                     | Piekpositie |
| ----------------------------------- | ----------- |
| Billboards Hot Country Singles (VS) | 33          |
| Kent Music Report (Australië)       | 65          |

## Waylon Jennings
Waylon Jennings bracht het lied in 1974 uit op zijn album The ramblin' man uit 1974 en in hetzelfde jaar op de A-kant van een single in het Verenigd Koninkrijk. Vervolgens kwam het nogmaals op zijn verzamelalbum Greatest hits uit 1979, alvorens hij het lied in 1979 nogmaals als single in de Verenigde Staten uitbracht.

### Hitnoteringen
De single van Waylon Jennings kende hitnoteringen in de Verenigde Staten en Canada.
| Hitlijst (1979)                                | Piekpositie |
| ---------------------------------------------- | ----------- |
| Billboards Hot Country Singles (VS)            | 1           |
| Billboard Hot 100 (VS)                         | 54          |
| Billboards Hot Adult Contemporary Singles (VS) | 40          |
| RPM Country Tracks (Canada)                    | 1           |
| RPM Top Singles (Canada)                       | 67          |
| RPM Adult Contemporary Tracks (Canada)         | 7           |